# じゃぱん
『じゃぱん』は、1993年4月から同年9月までフジテレビで放送されたフィラー風番組である。放送時間は毎週木曜 朝5:55 - 6:25（JST）。放送は早朝だが、放送枠はフジテレビの深夜枠であるJOCX-TV PLUSに含まれていた。

## 概要
同局の『北野ファンクラブ』『たまにはキンゴロー』等、バラエティ番組の演出チーフでもあり、映像効果を多用するクリエイティブディレクターでもあるつきざわけんじが共に多くの番組の作業を行ってきた映像編集クリエイターの井戸清と創造性ある独自の映像を表現していた。
番組内の映像は両者が担当した日本テレビのミニ番組『Still Life』と同様の編集をしている。
毎回日本語の漢字1文字をテーマとして定め、その文字のイメージとして合った日本の自然の情景を映像効果で合成し、ナレーションは一切無く音楽はBGMのみで多種多様な映像を創り出していた。
漢字1文字は極太明朝体で編集の効果で色々な動きがつけられていた。
使用された音楽の中には久石譲が音楽担当した北野武監督の第4作「Sonatine (ソナチネ)」のメインテーマをフル楽曲で使用した事もあった（ちょうど映画公開された後に使用）。
エンディングは各スタッフの名刺を映像に載せて、肩書きをクレジットスーパーとして入れていた（この手法は後に1996年秋に同局で放送された深夜の特別番組『次世代の笑い ポスト』でも、演出のつきざわが使用した）。
エンディングテーマ曲はダウン・タウン・ブギウギ・バンドの「恋のかけら」が使用されていた。

## スタッフ
- 企画■鈴木吉弘、石原由美 (共にフジテレビ) ※この2名は同じく早朝番組『古代エジプトパズル』の企画も担当。
- 編集■井戸清 (ヴィジュアルベイ)
- 演出補■今泉みつ子 (MEN’S　名刺には今泉暢子と明記)
- 演出■つきざわけんじ (MEN’S　名刺には月澤憲司と明記)
- プロデューサー■古賀憲一 (日本テレワーク)
- 協力■MEN’S
- 制作協力■日本テレワーク
- 制作著作■フジテレビ

| フジテレビ 木曜5:55 - 6:25枠                                           | フジテレビ 木曜5:55 - 6:25枠       | フジテレビ 木曜5:55 - 6:25枠                    |
| 前番組                                                                 | 番組名                             | 次番組                                          |
| ---------------------------------------------------------------------- | ---------------------------------- | ----------------------------------------------- |
| モーニングLIVE（木曜） ※5:30 - 6:10ウゴウゴルーガ（木曜） ※6:10 - 6:40 | じゃぱん （1993年4月 - 1993年9月） | オルトレ・イ・チンクワンタ（木曜） ※5:45 - 6:30 |

| スタブアイコン | サブスタブ | この項目は、まだ閲覧者の調べものの参照としては役立たない、テレビ番組に関連した書きかけの項目です。この項目を加筆・訂正などしてくださる協力者を求めています（P:テレビ/PJ:放送または配信の番組）。 |